# Moraxellaceae
Le Moraxellaceae Rossau et al., 1991 sono una famiglia di batteri appartenenti alla classe dei Gammaproteobacteria. Includono al loro interno alcune specie patogene e altre specie non nocive commensali dei mammiferi e degli esseri umani o presenti nell'acqua o nel suolo. Sono batteri mesofili o psicrofili (Psychrobacter).
Moraxella catarrhalis è un patogeno per gli esseri umani, mentre Moraxella bovis causa la cheratocongiuntivite infettiva bovina (occhio rosa).

## Generi
L'ITIS, all'ultima revisione del 2012, elenca sette generi di batteri all'interno delle Moraxellaceae:
- Acinetobacter
- Alkanindiges
- Enhydrobacter
- Moraxella
- Paraperlucidibaca
- Perlucidibaca
- Psychrobacter